# Víctor Uris Pascual
Víctor Uris Pascual (Palma, 1958 - Palma, 3 d'abril de 2024) fou un músic i compositor mallorquí conegut per ser pioner del Blues a Mallorca mitjançant la seva harmònica.

## Biografia
La seva família paterna era de Menorca, i es traslladà a Mallorca arran de l'empresonament de la seva padrina a Can Sales per ser presidenta del Front Popular. De formació autodidàctica, fou un dels fundadors de la primera banda de Blues de Mallorca, Harmònica Coixa Blues Band (1982-1994) juntament amb Pep Baño i Toni Reynés. El 1987 varen gravar el seu primer senzill en directe a l’Auditori de Palma al Festival de Jazz de la ciutat. El 1988, va sortir al mercat el seu primer disc. Hi van col·laborar artistes com Joan Bibiloni, Errol Woiski i Deborah Carter.
Amb la sortida de Pep Banyo del grup, Errol Woisky s'incorporà com a vocalista durant dos anys per acabar sent rellevat per Montserrat Pratdesaba “Big Mama”. La formació anava canviant però sempre mantenia el denominador comú de Víctor Uris a l'harmònica. Gravà el seu segon disc, Walkin’ blues, acompanyat de Vicenç Caldentey, Alfons de la Serra, Toni Reynés, Sebastià Catany i Big Mama. Un cop dissolt el grup, Uris va continuar la seva trajectòria amb Amadeu Casas i Big Mama i gravaren “El blues de la inflació” i “El blues de l’ombra blava”.
Fou teloner del seu admirat Van Morrison a Palma el 1999 als dos concerts que va oferir a l’Auditori de Palma en la presentació del disc “Back on top”.
El 2002 va gravar el seu primer disc en solitari, “De lado a lado” amb la participació de Pau Donés. També fou professor d’harmònica i el 2018 va ser protagonista del documental “Víctor Uris, els camins del blues” dirigit per Javier Pueyo.
Va col·laborar en àlbums d’artistes tan reconeguts com Antonio Vega, Daniel Higiénico, Toni Xuclà i Jarabe de Palo. També va treballar a l’estudi amb noms de referència en l’àmbit musical dels Països Catalans, com Max Sunyer i Tomeu Penya, i llegendes del rock internacional, com Johnny Copeland, Kevin Ayers i Phil May.
En una entrevista a la revista Enderrock el 2002, Uris destacà la importància de la figura de Guillem d'Efak com a primer artista de tot l'Estat a concebre el seu treball a partir del blues.
El músic participà a la campanya "Jo també anava amb moto". Aquesta iniciativa es dugué a terme arreu dels centres de secundària de les Illes Balears per mostrar, a ritme de Blues, el perill de la conducció imprudent i les conseqüències que pot tenir. Ell anava en cadira de rodes arran de les lesions patides en un accident de moto als 17 anys.

## Discografia[5]
- Harmònica Coixa Blues Band (Blau, 1988)
- Walkin' Blues (Blau, 1991)
- El blues de la inflació (Discmedi, 1994) en format de trio, juntament amb Big Mama i Amadeu Casas.
- El blues de l'ombra blava (Discmedi, 1997) a duo amb Big Mama.
- Boogie Thing (Blau, 2010)
- I Don't Know Why! (Blau, 2014).